# Sztyeppefutó
A sztyeppefutó (Pedionomus torquatus) a madarak osztályának és a lilealakúak (Charadriiformes) rendjén belül a sztyeppefutófélék (Pedionomidae) családjának és a Pedionomus nemnek az egyetlen képviselője.

## Előfordulása
Endemikus faj, csak Ausztrália délkeleti részén honos. A füves puszták lakója.

## Megjelenése
Hosszúsága 15-19 centiméter. Fekete nyaka fehéren mintázott és barna foltok vannak a nyakán is. Rossz repülő, viszont jó futó, inkább a talajon közlekedő, óvatos madár.

## Életmódja
A talajról szedegeti össze magvakból és rovarokból álló táplálékát.

## Szaporodása
A tojó a díszesebb és az udvarlásban is nagyobb szerepet kap mint a hím. Több hímmel párosodik és több fészekaljat is rak, a tojások kiköltése és a fiókák felnevelése a hím feladata.